# Välkommen till festen
Välkommen till Festen är en svensk film från 1997 i regi av Ella Lemhagen.
I rollerna ses bland andra Charlotte Ståhlberg (som Isabell), Fredrik Beckman (Nils), Tina Carlson (Channie), Ramses Del Hierro Ericstam (Sandro), Lamine Dieng (Miriams pappa), Benitha Karlsson (Jonna), Kristian Lindhe (Timmy), Jenny Lindroth (Agnes), Sandra Nilsson (Annika), Ann Petrén (Isabells mamma), Alexander Peyre Dutrey (André), Olle Sarri (Medicinstudenten Peter), Anna-Tea Schönmeyr (Vera), Peter Sjöberg (Isabells Bror), Andreas Skjönberg (Nicke), Natalie Sleiers (Silla), Johan Svangren (Simon), Lennart R. Svensson (Isabells pappa), Nina Woodford (Miriam) och Sebastian Ylvenius (Mange).

## Handling
Medan den välartade Isabells föräldrar är borta har hon bjudit in några av sina närmsta, mest skötsamma vänner för att fira nyårsafton i sitt hus. En ung läkarkandidat, som är inneboende hos Isabell och hennes familj, ansluter sig till festen. Oavsiktligt råkar han utmana ledartjejen Vera. Med hjälp av den lättmanipulerade Isabell iscensätter Vera ett mardrömslikt drama där hon får alla festdeltagarna att vända sig mot läkarkandidaten i en sadistisk lek. Tillsammans släpper flickorna loss krafter som ingen till sist kan kontrollera.